# ISO/IEC 8859-15
ISO 8859-15 eller mer formellt ISO/IEC 8859-15 (även kallad ISO Latin 9) är femtonde delen i ISO/IEC 8859, som är en serie av standarder för teckenkodning definierad av ISO. Den kodar tecken ur det latinska alfabetet och består av 191 tecken kodade som 8 bitar.
ISO/IEC 8859-15 är en uppdatering från år 1999 av ISO/IEC 8859-1 (Latin-1) för att rätta till ett par problem med Latin-1: några tecken som används för franska och för finska, samt eurosymbolen, saknas i Latin-1. (Detta krävde dock att man uteslöt några sällan använda tecken som finns i ISO/IEC 8859-1, bland dem några fristående diakriter och några kvottecken, till exempel ½.)
ISO/IEC 8859-15 har dock inte slagit igenom i någon högre grad, speciellt som att Unicode (och ISO/IEC 10646) började slå igenom ungefär samtidigt som det introducerades. 
En annan anledning till ISO/IEC 8859-15 inte slagit igenom är att Microsoft långt tidigare introducerade sin egen 8-bits teckenuppsättning, Windows CP 1252, som innehåller de nya tecknen och fler i området 80-9F, där ISO har styrtecken som inte används, i alla fall inte i Windows.

## Kodtabell
Eftersom alla 191 tecken i ISO/IEC 8859-15 är synliga (utom SHY) och kompatibla med de flesta webbläsare kan de visas i en tabell.  De tecken som skiljer ISO/IEC 8859-15 från ISO/IEC 8859-1 är markerade med en gul bakgrund.
| ISO/IEC 8859-15 | ISO/IEC 8859-15                                                | ISO/IEC 8859-15                                                | ISO/IEC 8859-15                                                | ISO/IEC 8859-15                                                | ISO/IEC 8859-15                                                | ISO/IEC 8859-15                                                | ISO/IEC 8859-15                                                | ISO/IEC 8859-15                                                | ISO/IEC 8859-15                                                | ISO/IEC 8859-15                                                | ISO/IEC 8859-15                                                | ISO/IEC 8859-15                                                | ISO/IEC 8859-15                                                | ISO/IEC 8859-15                                                | ISO/IEC 8859-15                                                | ISO/IEC 8859-15                                                |
|                 | x0                                                             | x1                                                             | x2                                                             | x3                                                             | x4                                                             | x5                                                             | x6                                                             | x7                                                             | x8                                                             | x9                                                             | xA                                                             | xB                                                             | xC                                                             | xD                                                             | xE                                                             | xF                                                             |
| --------------- | -------------------------------------------------------------- | -------------------------------------------------------------- | -------------------------------------------------------------- | -------------------------------------------------------------- | -------------------------------------------------------------- | -------------------------------------------------------------- | -------------------------------------------------------------- | -------------------------------------------------------------- | -------------------------------------------------------------- | -------------------------------------------------------------- | -------------------------------------------------------------- | -------------------------------------------------------------- | -------------------------------------------------------------- | -------------------------------------------------------------- | -------------------------------------------------------------- | -------------------------------------------------------------- |
| 0x              | reserverat för styrtecken (från ISO/IEC 6429)                  | reserverat för styrtecken (från ISO/IEC 6429)                  | reserverat för styrtecken (från ISO/IEC 6429)                  | reserverat för styrtecken (från ISO/IEC 6429)                  | reserverat för styrtecken (från ISO/IEC 6429)                  | reserverat för styrtecken (från ISO/IEC 6429)                  | reserverat för styrtecken (från ISO/IEC 6429)                  | reserverat för styrtecken (från ISO/IEC 6429)                  | reserverat för styrtecken (från ISO/IEC 6429)                  | reserverat för styrtecken (från ISO/IEC 6429)                  | reserverat för styrtecken (från ISO/IEC 6429)                  | reserverat för styrtecken (från ISO/IEC 6429)                  | reserverat för styrtecken (från ISO/IEC 6429)                  | reserverat för styrtecken (från ISO/IEC 6429)                  | reserverat för styrtecken (från ISO/IEC 6429)                  | reserverat för styrtecken (från ISO/IEC 6429)                  |
| 1x              | reserverat för styrtecken (från ISO/IEC 6429)                  | reserverat för styrtecken (från ISO/IEC 6429)                  | reserverat för styrtecken (från ISO/IEC 6429)                  | reserverat för styrtecken (från ISO/IEC 6429)                  | reserverat för styrtecken (från ISO/IEC 6429)                  | reserverat för styrtecken (från ISO/IEC 6429)                  | reserverat för styrtecken (från ISO/IEC 6429)                  | reserverat för styrtecken (från ISO/IEC 6429)                  | reserverat för styrtecken (från ISO/IEC 6429)                  | reserverat för styrtecken (från ISO/IEC 6429)                  | reserverat för styrtecken (från ISO/IEC 6429)                  | reserverat för styrtecken (från ISO/IEC 6429)                  | reserverat för styrtecken (från ISO/IEC 6429)                  | reserverat för styrtecken (från ISO/IEC 6429)                  | reserverat för styrtecken (från ISO/IEC 6429)                  | reserverat för styrtecken (från ISO/IEC 6429)                  |
| 2x              | SP                                                             | !                                                              | "                                                              | #                                                              | $                                                              | %                                                              | &                                                              | '                                                              | (                                                              | )                                                              | *                                                              | +                                                              | ,                                                              | -                                                              | .                                                              | /                                                              |
| 3x              | 0                                                              | 1                                                              | 2                                                              | 3                                                              | 4                                                              | 5                                                              | 6                                                              | 7                                                              | 8                                                              | 9                                                              | :                                                              | ;                                                              | <                                                              | =                                                              | >                                                              | ?                                                              |
| 4x              | @                                                              | A                                                              | B                                                              | C                                                              | D                                                              | E                                                              | F                                                              | G                                                              | H                                                              | I                                                              | J                                                              | K                                                              | L                                                              | M                                                              | N                                                              | O                                                              |
| 5x              | P                                                              | Q                                                              | R                                                              | S                                                              | T                                                              | U                                                              | V                                                              | W                                                              | X                                                              | Y                                                              | Z                                                              | [                                                              | \                                                              | ]                                                              | ^                                                              | _                                                              |
| 6x              | `                                                              | a                                                              | b                                                              | c                                                              | d                                                              | e                                                              | f                                                              | g                                                              | h                                                              | i                                                              | j                                                              | k                                                              | l                                                              | m                                                              | n                                                              | o                                                              |
| 7x              | p                                                              | q                                                              | r                                                              | s                                                              | t                                                              | u                                                              | v                                                              | w                                                              | x                                                              | y                                                              | z                                                              | {                                                              | \|                                                             | }                                                              | ~                                                              |                                                                |
| 8x              | reserverat för styrtecken (till exempel (!) från ISO/IEC 6429) | reserverat för styrtecken (till exempel (!) från ISO/IEC 6429) | reserverat för styrtecken (till exempel (!) från ISO/IEC 6429) | reserverat för styrtecken (till exempel (!) från ISO/IEC 6429) | reserverat för styrtecken (till exempel (!) från ISO/IEC 6429) | reserverat för styrtecken (till exempel (!) från ISO/IEC 6429) | reserverat för styrtecken (till exempel (!) från ISO/IEC 6429) | reserverat för styrtecken (till exempel (!) från ISO/IEC 6429) | reserverat för styrtecken (till exempel (!) från ISO/IEC 6429) | reserverat för styrtecken (till exempel (!) från ISO/IEC 6429) | reserverat för styrtecken (till exempel (!) från ISO/IEC 6429) | reserverat för styrtecken (till exempel (!) från ISO/IEC 6429) | reserverat för styrtecken (till exempel (!) från ISO/IEC 6429) | reserverat för styrtecken (till exempel (!) från ISO/IEC 6429) | reserverat för styrtecken (till exempel (!) från ISO/IEC 6429) | reserverat för styrtecken (till exempel (!) från ISO/IEC 6429) |
| 9x              | reserverat för styrtecken (till exempel (!) från ISO/IEC 6429) | reserverat för styrtecken (till exempel (!) från ISO/IEC 6429) | reserverat för styrtecken (till exempel (!) från ISO/IEC 6429) | reserverat för styrtecken (till exempel (!) från ISO/IEC 6429) | reserverat för styrtecken (till exempel (!) från ISO/IEC 6429) | reserverat för styrtecken (till exempel (!) från ISO/IEC 6429) | reserverat för styrtecken (till exempel (!) från ISO/IEC 6429) | reserverat för styrtecken (till exempel (!) från ISO/IEC 6429) | reserverat för styrtecken (till exempel (!) från ISO/IEC 6429) | reserverat för styrtecken (till exempel (!) från ISO/IEC 6429) | reserverat för styrtecken (till exempel (!) från ISO/IEC 6429) | reserverat för styrtecken (till exempel (!) från ISO/IEC 6429) | reserverat för styrtecken (till exempel (!) från ISO/IEC 6429) | reserverat för styrtecken (till exempel (!) från ISO/IEC 6429) | reserverat för styrtecken (till exempel (!) från ISO/IEC 6429) | reserverat för styrtecken (till exempel (!) från ISO/IEC 6429) |
| Ax              | NBSP                                                           | ¡                                                              | ¢                                                              | £                                                              | €                                                              | ¥                                                              | Š                                                              | §                                                              | š                                                              | ©                                                              | ª                                                              | «                                                              | ¬                                                              | SHY                                                            | ®                                                              | ¯                                                              |
| Bx              | °                                                              | ±                                                              | ²                                                              | ³                                                              | Ž                                                              | µ                                                              | ¶                                                              | ·                                                              | ž                                                              | ¹                                                              | º                                                              | »                                                              | Œ                                                              | œ                                                              | Ÿ                                                              | ¿                                                              |
| Cx              | À                                                              | Á                                                              | Â                                                              | Ã                                                              | Ä                                                              | Å                                                              | Æ                                                              | Ç                                                              | È                                                              | É                                                              | Ê                                                              | Ë                                                              | Ì                                                              | Í                                                              | Î                                                              | Ï                                                              |
| Dx              | Ð                                                              | Ñ                                                              | Ò                                                              | Ó                                                              | Ô                                                              | Õ                                                              | Ö                                                              | ×                                                              | Ø                                                              | Ù                                                              | Ú                                                              | Û                                                              | Ü                                                              | Ý                                                              | Þ                                                              | ß                                                              |
| Ex              | à                                                              | á                                                              | â                                                              | ã                                                              | ä                                                              | å                                                              | æ                                                              | ç                                                              | è                                                              | é                                                              | ê                                                              | ë                                                              | ì                                                              | í                                                              | î                                                              | ï                                                              |
| Fx              | ð                                                              | ñ                                                              | ò                                                              | ó                                                              | ô                                                              | õ                                                              | ö                                                              | ÷                                                              | ø                                                              | ù                                                              | ú                                                              | û                                                              | ü                                                              | ý                                                              | þ                                                              | ÿ                                                              |

## ISO-8859-15
IANA har registrerat beteckningen ISO-8859-15 för ISO/IEC 8859-15 plus styrkoder.